# Tour des ports de La Manche
De Tour des ports de la Manche is een jaarlijks zeilevenement in het departement Manche, Normandië, Frankrijk. Het evenement wordt sinds 1957 in Het Kanaal (La Manche) gehouden. Er deden in 2007 110 boten mee. Het wordt gehouden van 8 juli tot en met 13 juli. De boten zijn verdeeld over verschillende groepen:Flamme Jaune, Flamme Bleue, Flamme Blanche, Flamme orange en Flamme rose.

## Programma 2007
- 8 juli, Saint Vaast-La-Hougue-Cherbourg
- 9 juli, Cherbourg-Dielette
- 10 juli, Dielette-Saint Peter Port (Guernsey}
- 11 juli, Saint Peter Port (Guernsey}-Barneville-Carteret
- 12 juli, Barneville-Carteret-Saint Helier (Jersey}
- 13 juli, Saint Helier (Jersey}-Granville

## Winnaars
| Groep            | Boot             | Kapitein          |
| ---------------- | ---------------- | ----------------- |
| 1 Flamme Jaune   | Gwakarn          | Lux Pelissier     |
| 2 Flamme Bleue   | Kraft            | Gilles Mesnil     |
| 3 Flamme Blanche | IFB              | Dominique Leblond |
| 4 Flamme Orange  | Credit Mutuel GR | Vincent Bunel     |
| 5 Flamme Rose    | Batistyl         | Cyrille Legloahec |